# جيمي برناديت
جيمي برناديت (بالإنجليزية: Jamie Bernadette)‏ هي ممثلة أمريكية، ولدت في 14 ديسمبر 1987 في كانكاكي في الولايات المتحدة.

## وصلات خارجية
- جيمي برناديت على موقع IMDb (الإنجليزية)
- جيمي برناديت على موقع روتن توميتوز (الإنجليزية)
- جيمي برناديت على موقع أول موفي (الإنجليزية)
- جيمي برناديت على موقع قاعدة بيانات الفيلم (الإنجليزية)